# 파수꾼 (영화)
"파수꾼"은 대한민국의 윤성현 감독이 연출한 드라마 장르의 영화이다.

## 등장 인물

### 주요 인물
- 이제훈 - 권기태 역
- 서준영 - 동윤 역
- 박정민 - 백희준(백희) 역
- 조성하 - 권기태 아버지 역

### 주변 인물
- 이초희 - 세정 역
- 배제기 - 재호 역
- 김록경 - 현수 역
- 전민현 - 레고 역
- 민종기 - 너구리 역
- 정설희 - 보경 역

### 그 외
- 장대윤 - 담임 선생님 역
- 유안 - 동윤의 어머니 역
- 정기정 - 맞는 아이 역
- 김환희 - 세정의 어머니 역
- 윤영섭 - 세정의 아버지 역
- 이재연 - 간호사 역
- 강봉성 - 국어 선생님 역
- 신운섭 - 형사 1 역
- 김기범 - 형사 2 역
- 박영 - 학교 수위 역

## 수상
- 2010년 제15회 부산국제영화제 뉴 커런츠상 수상
- 2010년 제4회 서울 국제 가족 영상축제 국제경쟁부문 후보
- 2011년 제40회 로테르담 국제영화제 타이커 경쟁 후보
- 2011년 제35회 홍콩 국제영화제 국제비평가협회(FIPRESCI)상 수상
- 2011년 제20회 부일영화상 신인감독상(윤성현), 신인남자연기상 (서준영, 박정민), 각본상(윤성현) 후보
- 2011년 제48회 대종상영화제 신인감독상 (윤성현), 신인남우상 (이제훈) 수상
- 2011년 제5회 아시아 태평양 스크린어워드 각본상(윤성현) 후보
- 2011년 제32회 청룡영화상 신인감독상 (윤성현), 신인남우상 (이제훈) 수상, 신인남우상 (서준영) 후보
- 2011년 제12회 부산영화평론가협회상 신인감독상 (윤성현) 수상
- 2011년 제1회 2011 CINE ICON : KT&G 상상마당시네마 배우 기획전 상영작 초청
- 2011년 제15회 토론토 릴 아시안 영화제 본편 영화(FEATURE PRESENTATION)부문 출품
- 2011년 제21회 포커스온아시아 후쿠오카국제영화제 공식 선정(Official Selection)부문 출품
- 2011년 제15회 판타지아 영화제 장편부문 출품
- 2011년 제28회 뮌헨 국제 영화제 Focus Far East 부문 출품
- 2011년 제21회 블랙무비영화제 젊은 심사위원상 수상